# جیمز بچلی
جیمز بچلی (به انگلیسی: James Frederick Buchli) فضانورد اهل ایالات متحده آمریکا است که در ۲۰ ژوئن ۱۹۴۵ میلادی در نیو راکفرد، داکوتای شمالی زاده شد. وی در مأموریت اس‌تی‌اس-۵۱-سی، اس‌تی‌اس-۶۱-ای، اس‌تی‌اس-۲۹، اس‌تی‌اس-۴۸ حضور داشته است.